# Great Bend (Dakota del Nord)
Great Bend è un centro abitato (city) degli Stati Uniti d'America, situato nella Contea di Richland, nello Stato del Dakota del Nord. Nel censimento del 2000 la popolazione era di 118 abitanti. La città è stata fondata nel 1888. Appartiene all'area micropolitana di Wahpeton.

## Geografia fisica
Secondo i rilevamenti dell'United States Census Bureau, la località di Great Bend si estende su una superficie di 1,50 km², tutti occupati da terre.

## Popolazione
Secondo il censimento del 2000, a Great Bend vivevano 118 persone, ed erano presenti 33 gruppi familiari. La densità di popolazione era di 80 ab./km². Nel territorio comunale si trovavano 42 unità edificate. Per quanto riguarda la composizione etnica degli abitanti, il 100% era bianco.
Per quanto riguarda la suddivisione della popolazione in fasce d'età, il 32,2% era al di sotto dei 18, il 7,6% fra i 18 e i 24, il 28,0% fra i 25 e i 44, il 16,9% fra i 45 e i 64, mentre infine il 15,3% era al di sopra dei 65 anni di età. L'età media della popolazione era di 36 anni. Per ogni 100 donne residenti vivevano 114,5 maschi.